# Brivezac
Brivezac är en kommun i departementet Corrèze i regionen Nouvelle-Aquitaine i de centrala delarna av Frankrike. Kommunen ligger  i kantonen Beaulieu-sur-Dordogne som tillhör arrondissementet Brive-la-Gaillarde. År 2018 hade Brivezac 155 invånare.

## Befolkningsutveckling
Antalet invånare i kommunen Brivezac
Referens:INSEE